# أنزيليكا باريشيفيتش
أنزيليكا باريشيفيتش (من مواليد 20 يوليو 1995 ) لاعبة كرة طائرة بيلاروسية، تلعب كحاجز وسط في المنتخب الوطني البيلاروسي للسيدات للكرة الطائرة .
شاركت في بطولة أوروبا للسيدات للكرة الطائرة 2015 . على المستوى الوطني تلعب مع مينتشانكا مينسك .

## روابط خارجية
- http://www.scoresway.com/؟sport=volleyball&page=player&id=6519
- http://www.cev.lu/Competition-Area/PlayerDetails.aspx؟ TeamID = 8245 & PlayerID = 32707 & ID = 674
- http://www.alamy.com/stock-photo-tatsiana-markevich-l-and-anzhelika-barysevich-c-of-belarus-in-action-60177338.html